# Norm Malloy
Norbert Joseph Malloy, detto Norm (Renfrew, 28 luglio 1905 – Regina, 15 agosto 1982), è stato un hockeista su ghiaccio canadese.

## Palmarès

### Olimpiadi invernali
- Oro a Lake Placid 1932 nell'hockey su ghiaccio.